# Cuffia da pallanuoto
La cuffia da pallanuoto, comunemente chiamata calotta o calottina, è la cuffia utilizzata dai giocatori di pallanuoto nelle partite. Essa è fornita di protezioni rigide per le orecchie denominati para orecchie, che servono per proteggerle in caso di eventuali impatti con il pallone o dai colpi involontari che avvengono durante il contrasto, e ha tipicamente un nastro per essere legata sotto al mento. Inoltre le cuffie servono per identificare i giocatori mediante i numeri presenti sopra di esse.

## Differenziazione delle cuffie

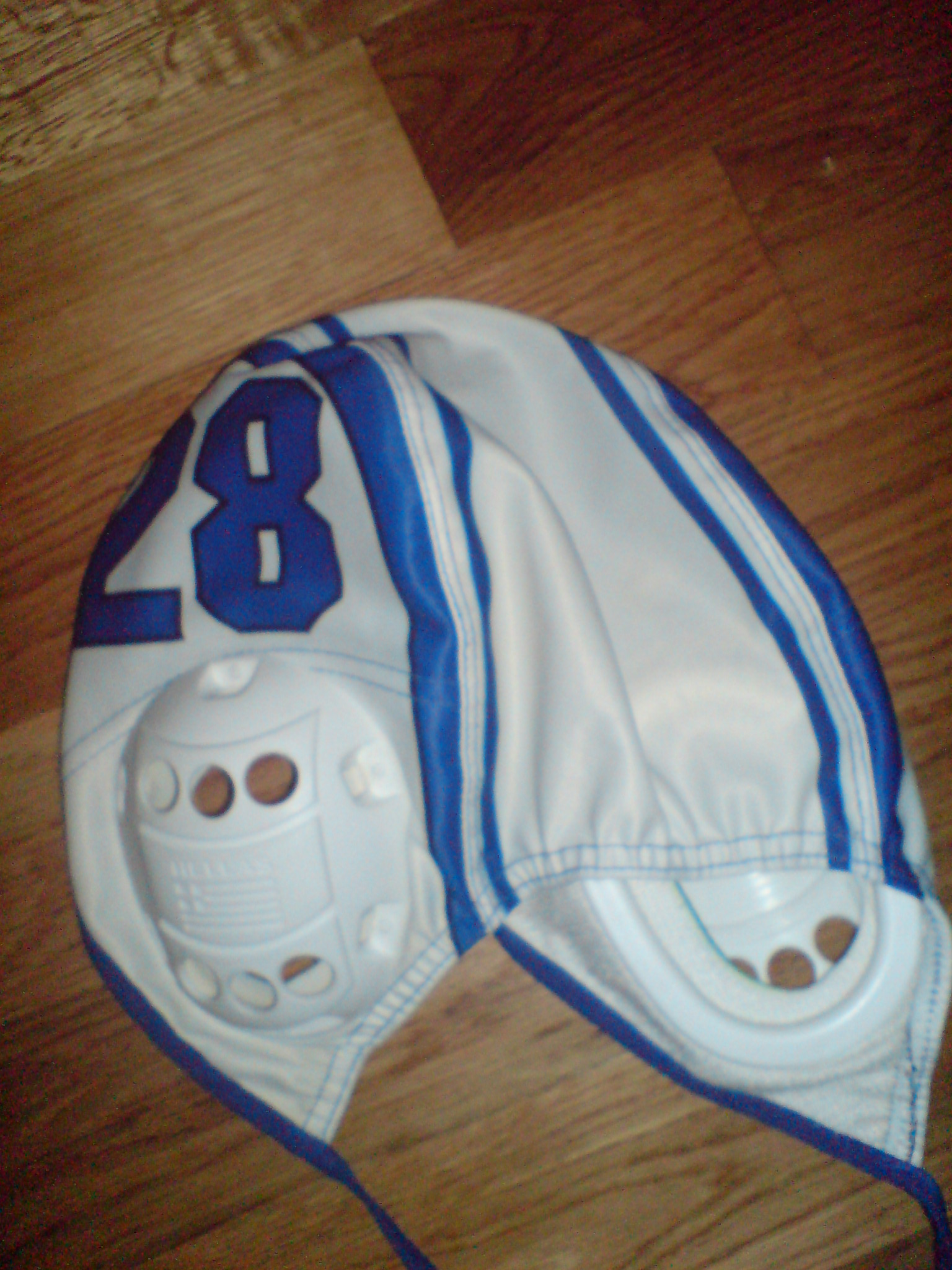
Cuffia bianca

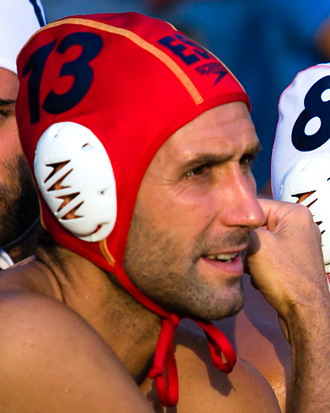
Portiere di riserva con la calotta rossa e il numero 13

Oltre alla differenziazione dei numeri, le cuffie presentano altre differenze l'une dalle altre. Secondo il regolamento la squadra di casa deve avere la calotta chiara, solitamente bianca, mentre la squadra ospite la calotta scura, solitamente blu. L'unica eccezione è rappresentata dai due portieri, che devono avere entrambi la calotta rossa, e obbligatoriamente con il numero "1". I portieri di riserva devono avere la scritta "1-A" nei giochi NCAA, o il numero "13" nei giochi FINA.